# Wohlstreck
Wohlstreck è una frazione (Ortsteil) del comune di Eydelstedt, nel land della Bassa Sassonia, in Germania.

## Storia
Già comune autonomo nel circondario della contea di Diepholz, fu soppresso e incorporato a Eydelstedt il 1º marzo 1974.